# 余信憲
余信憲（1989年9月5日—）臺灣桃園市人，政治人物，民主進步黨籍。曾任桃園區新聞職業工會理事、《民眾日報》政治部記者。現為桃園市議會第三屆議員，美国南佛羅里達州州立大學碩士。

## 選舉紀錄
| 年度 | 選舉屆數             | 選舉區           | 所屬政黨   | 得票數 | 得票率 | 當選標記 | 備註 |
| ---- | -------------------- | ---------------- | ---------- | ------ | ------ | -------- | ---- |
| 2018 | 第二屆桃園市議員選舉 | 桃園市第一選舉區 | 民主進步黨 | 10,528 | 5.56%  |          |      |
| 2022 | 第三屆桃園市議員選舉 | 桃園市第一選舉區 | 民主進步黨 | 12,877 | 6.22%  |          |      |

## 爭議

### 質詢
2023年3月22日，余信憲在質詢時指出，局處書面報告內容與前朝諸多重複，甚至有複製貼上的情況，余點名局處後，送了「尸位素餐愧對人民」8字給當時的張善政市府。未料，有網友發現《中央社》曾統計，余在第2屆議會期間，僅提1案。隨後其辦公室在下午時接到恐嚇電話，對方要脅要帶人圍堵余信憲之議員辦公室。余信憲當日下午到桃園分局報案，警方在四小時後逮捕嫌犯。犯嫌供稱對議員質詢態度及語氣不滿，所以打電話警告，警方訊後依恐嚇罪嫌函送桃園地檢署。

## 外部連結
- 每日桃園的Facebook專頁
- 余信憲的Facebook專頁
- 余信憲的Threads
- 余信憲的Instagram帳戶